# Giovanni Maria Pagliardi
Giovanni Maria Pagliardi (1637? Janov – 3. prosince 1702 Florencie) byl italský hudební skladatel.

## Život
Pagliardi se narodil v Janově v roce 1637. Bližší datum není známo. Nejprve působil v Janově jako chrámový hudebník. V roce 1660 byla provedena jeho první skladbu, oratorium L'innocenza trionfante. V letech 1662–1667 působil jako kapelník v janovském chrámu Chiesa del Gesù e dei Santi Ambrogio e Andrea. V té době bylo v Římě zveřejněno několik jeho motet.
Jako operní skladatel debutoval v roce 1672 v Benátkách v Teatro Santi Giovanni e Paolo hudebním dramatem Caligola delirante. Na začátku 70. let byl jmenován kapelníkem ve službách medicejského dvora ve Florencii, patrně jako nástupce skladatele Antonia Cesti, který zemřel v roce 1669. V roce 1679 byl ve službách toskánské velkovévodkyně Markéty Luisy Orleánské a v roce 1681 byl učitelem prince Ferdinanda Medicejského. Dne 1. ledna 1701 se stal sbormistrem katedrály ve Florencii. U florentského dvora však působil až do své smrti.

## Dílo

### Opery
- Caligola delirante (melodramma, libreto Nicolò Beregan, 1672, Teatro Santi Giovanni e Paolo, Benátky)
- Lisimaco (dramma per musica, libreto Cristoforo Ivanovich, 1673, Teatro Santi Giovanni e Paolo, Benátky)
- Il Numa Pompilio (dramma per musica, libreto Matteo Noris, 1674, Teatro Santi Giovanni e Paolo di Venezia)
- Il pazzo per forza (dramma per musica, libreto Giovanni Andrea Moniglia, 1687, Florencie)
- Il tiranno di Colco (dramma musicale, libreto Giovanni Andrea Moniglia, 1688, Florencie)
- Il Greco in Troia (festa teatrale, libreto Matteo Noris, 1689, Florencie)
- Attilio Regolo (dramma per musica, libreto Matteo Noris, 1693, Florencie)

### Ostatní díla
- L'innocenza trionfante (oratorium, 1660, Janov)
- Composizioni di musica fatte per la comedia del "Secreto a voces (scénická hudba ke hře Pedra Calderóna de la Barca, 1671 Vídeň)
- 5 mottetti per 1-3 voci e basso continuo
- Různé kantáty, árie, madrigaly a pod.